# Proton

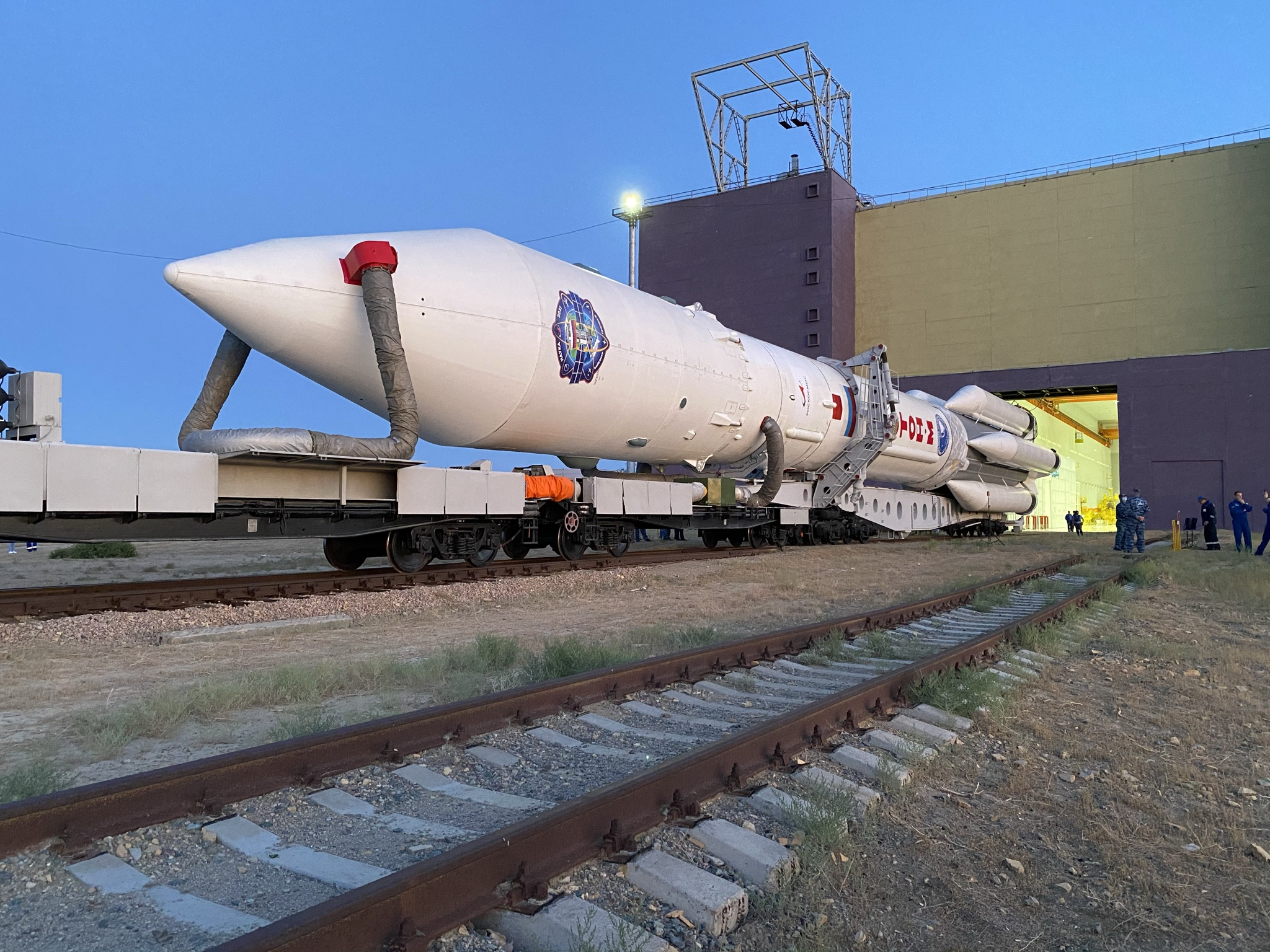
Trasllat d'un Proton amb un Naüka o Mòdul Laboratori Multipropòsit per a l'EEI.

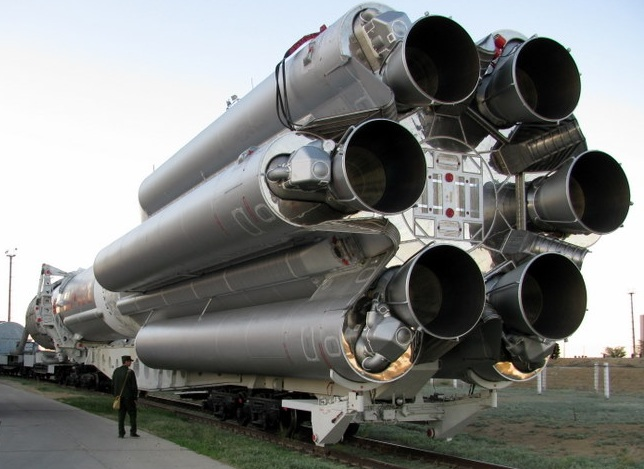
Primer pla de la pPrimera etapa del Proton

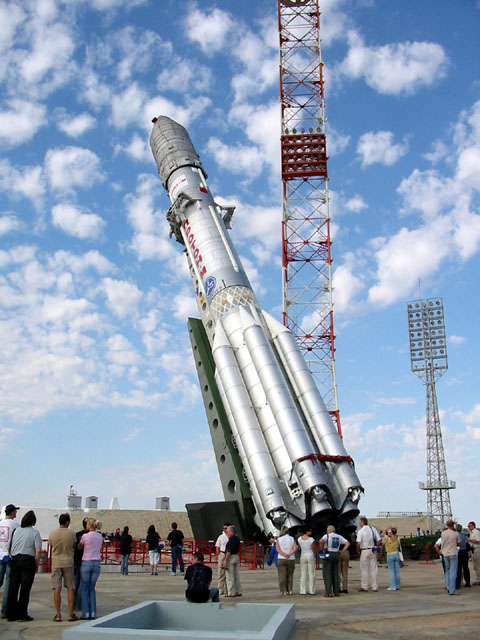
Un Proton en procés de verticalització a Baikonur

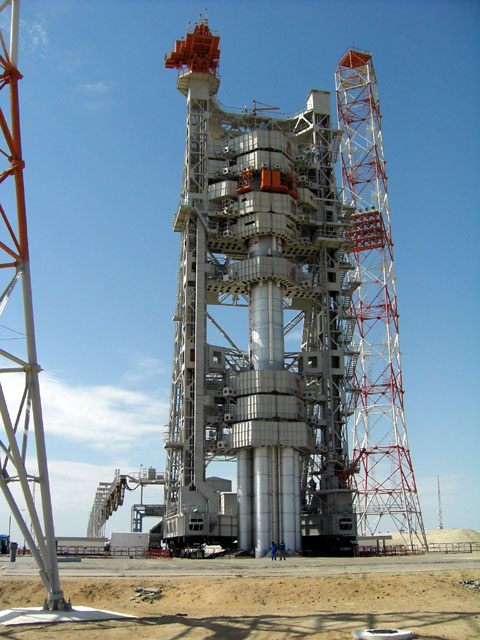
Un proton amb un satèl·lit Anik-F1R embolcallat per la torre auxiliar mòbil abans del llançament

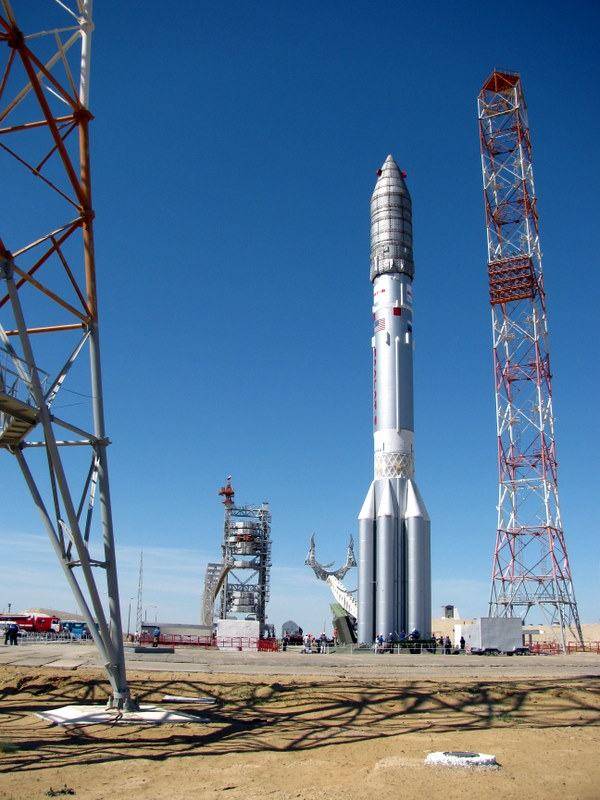
UN Proton preparat per al llançament

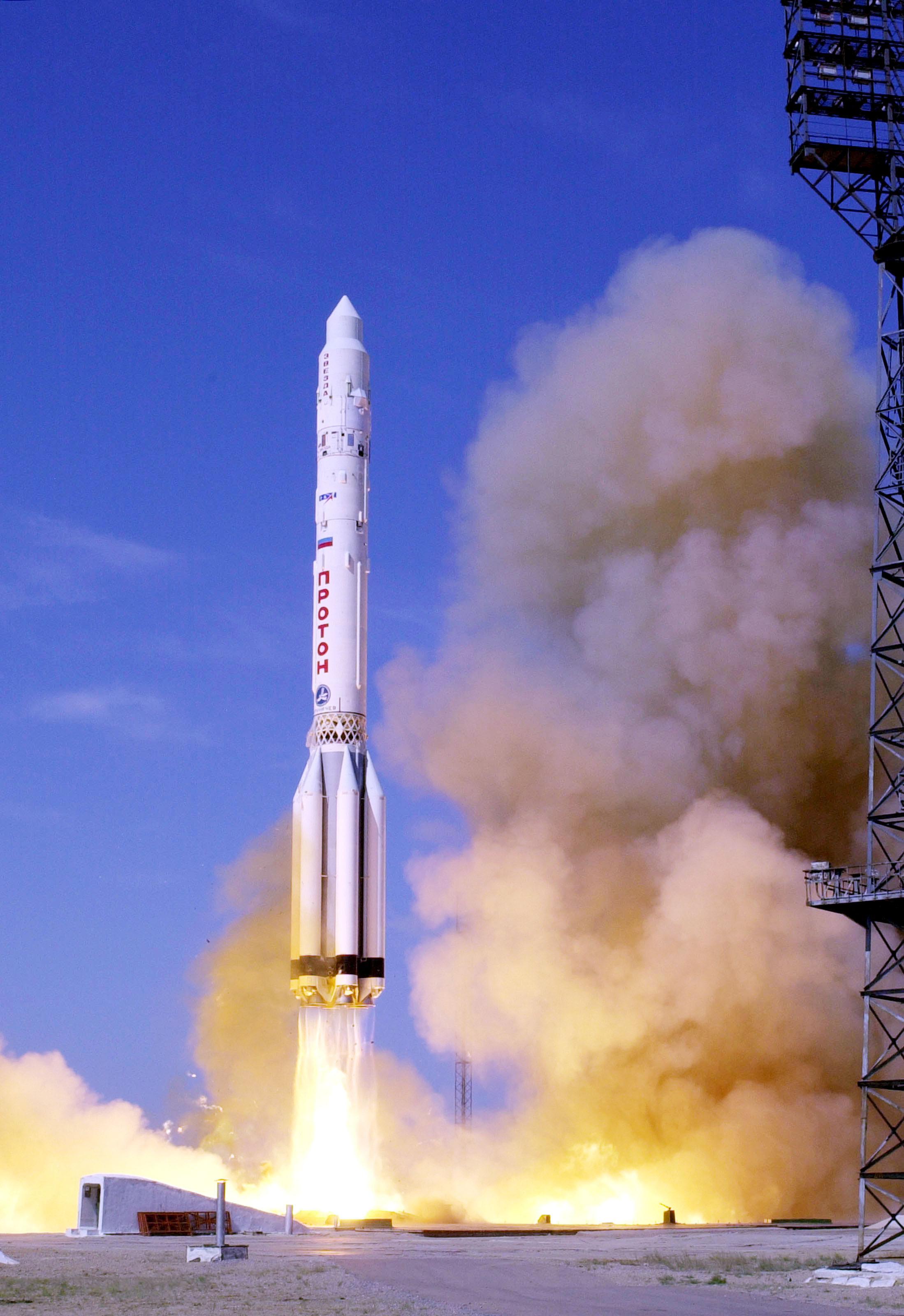
Enlairament d'un Proton a Baikonur

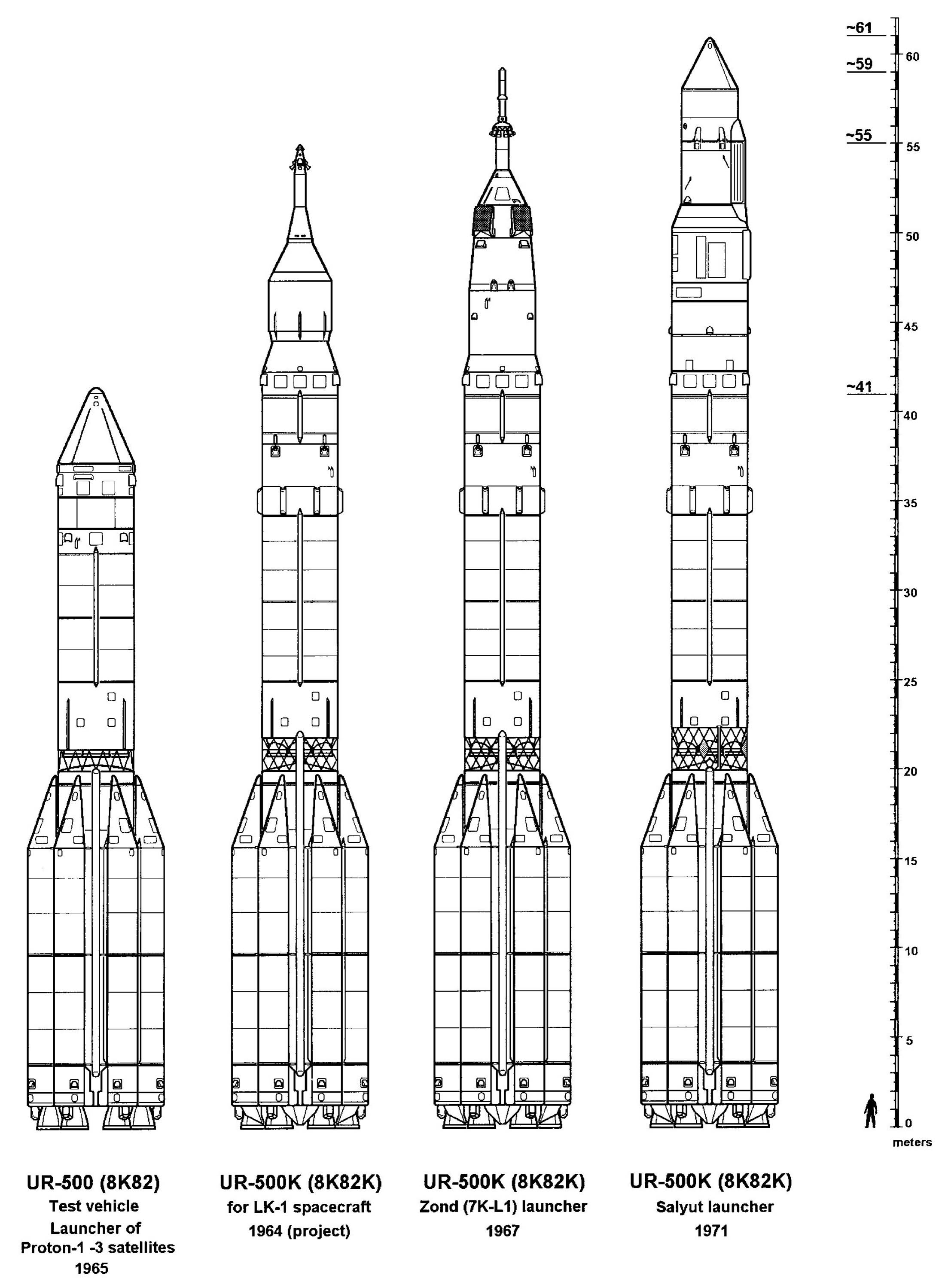
Imatge de les primeres versions del Proton

El Proton (Прото́н en rus), formalment designat com UR-500, és un llançador no reutilitzable habitualment emprat tant per llançaments comercials internacionals com per llançaments governamentals russos. El primer Proton va ser llançat el 1965 i durant el 2007 encara està en ple ús, cosa que el converteix en un dels acceleradors pesants més reeixits de la història espacial. Tots el Protons es construeixen a la planta de Khrunichev a Moscou. Des d'allí són transportats fins al Cosmòdrom de Baikonur on es transporten horitzontalment fins a la rampa de llançament on són alçats fins a la posició vertical de llançament.
El nom de Proton ve d'una sèrie de grans satèl·lits anomenats així, que eren una de les primeres càrregues útils d'aquests coets. També se'ls coneix com a D-1/ D-1e o SL-12/SL-13. Com molts llançadors soviètics el nom de les càrregues més usuals acaba per quedar associat amb el seu llançador.
La capacitat de llançament d'aquestes màquines és d'uns 22.000 kg a una òrbita terrestre baixa, d'uns 6.000 kg a òrbita geoestacionària i quelcom més de 5.000 kg a una òrbita de transferència interplanetària. Els llançaments comercials són gestionats per la companyia ILS (International Launch Services).
Coets comparables:
Delta IV -
Atlas V -
Ariane 5 -
Chang Zheng 5 -
Angarà -
Falcon 9

## Història
El Proton inicialment estava dissenyat per ser un "super ICBM" (Míssil Balístic InterContinental) capaç de dipositar una bomba nuclear de 10 megatones a una distància de 13.000 km. De totes maneres, estava tant sobredimensionat per fer de ICBM que mai es va arribar a emprar per a aquests menesters i finalment es va fer servir com llançador espacial.
El disseny d'aquest coet va sorgir de l'oficina de Vladímir Txelomei amb la intenció de portar dos tripulants i una astronau Zond al voltant de la lluna, després del fracàs del llançador N1 de Serguei Koroliov. L'acabament del programa del Saturn V, va fer que el Proton es convertís en el llançador no reutilitzable més potent disponible, fins que van començar a volar el de la sèrie Enérguia l'any 1987.
Entre el seu llançament inicial l'any 1965 i el 1970 aquests coets van fallar dotzenes de vegades. Tot i això, un cop perfeccionat, es va convertir en un dels llançadors pesants més fiables. Amb un total de més de 300 llançaments la seva ràtio d'èxit és del 96%.
El Proton va llançar diversos vols circumlunars soviètics, i podria haver estat el primer a portar humans en un vol al voltant de la lluna si la missió Apol·lo 8 hagués seguit el pla original que no pretenia orbitar la lluna. Amb aquest coet es van envolar les estacions espacials Saliut, el segment central de la Mir, diversos mòduls d'expansió i els mòduls Zaria i Zvezda de l'Estació Espacial Internacional. També va ser emprat per portat sondes a la lluna, mart, venus i fins i tot al Cometa de Halley (emprant com a quart tram la versió D-1e). En els darrers anys també s'ha emprat per portar a òrbita satèl·lits comercials, la majoria gestionats per ILS (International Launch Services).
La producció del Proton ha afinalitzat atès que el nou Angarà s'ha acabat de construir i provar, i al juliol de 2020, la primera unitat es carregà al vaixell Barentz per lliurar al Cosmodrom de Vostochny a través de la Ruta del Mar del Nord per primera vegada.

## Versions del Proton
Durant la seva llarga història han existit diferents models d'aquest llançador

### Proton 8K82K
La versió 8K82K d'aquest coet és denominada habitualment Proton K. Com a propel·lents usa dimetilhidrazina asimètrica (UDMH) i tetraòxid de dinitrogen (N₂O₄). Aquests propel·lents, dels denominats hipergòlics, entren en ignició per contacte de manera que no cal disposar de dispositius d'encesa. Un dels altres avantatges en l'ús d'aquests propel·lents, és la possibilitat de poder-los emmagatzemar a temperatura ambient, cosa que evita haver de fer servir components que aguantin bé les baixes temperatures i aïllants, a la vegada que permet que el coet estigui a la rampa de llançament de manera indefinida (o durant un període molt llarg) abans d'envolar-se. Els coets que fan servir combustibles criogènics conservada a baixes temperatures necessiten ser periòdicament reomplerts a mesura que aquests es van evaporant. Els hipergols tenen però l'inconvenient de ser altament corrosius i tòxics, requerint-se de grans mesures de seguretat per la seva manipulació i emmagatzematge. De fet quan el primer i el segon tram cauen a terra després d'un llançament, Rússia ha de fer-se càrrec dels costos de la neteja del combustible residual.
Cal fer notar que les sis estructures tubulars col·locades al voltant de la base del Proton no són acceleradors adossats al coet i que no es desprenen en vol. Aquestes sis estructures són els dipòsits de combustible que es disposen al voltant del tanc central d'oxidant. Totes aquestes estructures formen la primera etapa que se separa sencera d'un sol cop del segon tram. L'ús d'aquests sis tancs externs redueixen el moviment interior del líquid en gran manera, sobretot si es compara amb el que passa amb els tancs de propel·lents més amplis emprats en les configuracions estàndards en tàndem. Un altre avantatge és que són més barats de fabricar, tot i que augmenten la possibilitat que el consum de fuel no sigui homogeni i es desestabilitzi l'estructura durant el vol.
- La primera etapa fa servir sis motors RD-253 dissenyats per Valentín Gluixkó. Aquests motors d'una sola cambra de combustió fan servir un cicle de combustió per etapes altament eficient. La guia de la primera etapa és de bucle obert. Tot i ser un mètode molt senzill necessita mantenir en reserva una quantitat important de combustible, cosa que redueix lleugerament la càrrega útil màxima del coet.

- La segona etapa porta 4 motors RD-0210 i s'encén quan encara està connectada a la primera etapa. Els gasos d'escapament surten per la reixa que uneix les dues etapes. La cúpula de la primera etapa està preparada per aguantar aquestes condicions fins que es produeix la separació definitiva.

- La tercera etapa disposa d'un únic motor RD-0210 amb quatre toveres vernier i altres sistemes comuns. Donat que el motor principal no es mou, les toveres vernier són les que permeten dirigir del coet a la vegada que són emprats com ajuda en el moment de la separació de les etapes. L'electrònica que controla el guiat d'aquesta etapa també té el control durant el funcionament de la primera i la segona.

- La quarta etapa té múltiples variants depenent de l'objectiu de la missió. El més senzill, el Blok K, es fa servir en missions interplanetàries i no disposa de mòdul de guia, ja que la responsabilitat del control del vol recau en la sonda transportada. Per òrbites terrestres elevades es disposa de tres diferents versions de l'anomenat Blok DM (DM, DM2 i DM-2M). Per missions en òrbita terrestre baixa habitualment es descarta completament la quarta etapa, per aquest motiu els dispositius de guia estan col·locats a la tercera etapa. El Blok D/DM, com a curiositat, disposa d'un tanc de combustible de forma toroidal ubicat al voltant del motor i darrere del tanc d'oxidant convencional.

| Etapa Numero           | 1. Proton K-1        | 2. Proton K-2        | 3. Proton K-3        | 4. Proton 11S824     |
| ---------------------- | -------------------- | -------------------- | -------------------- | -------------------- |
| Massa Total            | 450,510 kg           | 167,828 kg           | 50,747 kg            | 13,360 kg            |
| Massa en buit          | 31,100 kg            | 11,715 kg            | 4,185 kg             | 1,800 kg             |
| Empenta (al buit)      | 10,470 kN            | 2,399 kN             | 630 kN               | 83 kN                |
| Impuls específic (Isp) | 316 s (3.10 kN·s/kg) | 327 s (3.21 kN·s/kg) | 325 s (3.19 kN·s/kg) | 346 s (3.39 kN·s/kg) |
| Temps d'encesa         | 124 s                | 206 s                | 238 s                | 470 s                |
| Isp(sl)                | 267 s (2.62 kN·s/kg) | 230 s (2.26 kN·s/kg) |                      |                      |
| Diàmetre               | 4.15 m               | 4.15 m               | 4.15 m               | 3.70 m               |
| Amplada                | 7.40 m               |                      |                      |                      |
| Longitud               | 21.20 m              | 14.00 m              | 6.50 m               | 5.50 m               |
| Propel·lents           | N₂O₄/UDMH            | N₂O₄/UDMH            | N₂O₄/UDMH            | Lox/Kerosene         |
| Motors                 | 6 x RD-253-11D48     | 4 x RD-0210          | 1 xRD-0212           | 1 x RD-58            |

### Proton M
La darrera versió d'aquest llançador és el Proton M. Aquesta màquina és capaç de pujar 3,2 tones a una òrbita geoestacionària o bé 5,5 tones a una òrbita de transferència geoestacionària. També és capaç de portar fins a l'Estació Espacial Internacional fins a 22 tones de material (òrbita terrestre baixa -LEO- amb una inclinació de 51,6 graus).
Les millores als Protons M inclouen modificacions a les primeres etapes per tal de reduir el seu pes estructural, augmentar l'empenta i consumir completament els propel·lents. Emprant bluckes de control tancats, més moderns a la primera etapa, els propel·lents es consumeixen més completament, s'augmenta el rendiment i es redueix l'emissió de a les àrees on impacten les etapes un cop alliberades. Una nova quarta etapa Breeze-M substitueix a les velles Block D. Les millores també inclouen esforços per reduir la dependència de proveïdors de components estrangers (normalment ucraïnesos).
- Càrrega útil a LEO: 21,000 kg a una òrbita de 185 km amb 51.6 graus d'inclinació
- Càrrega útil: 2,920 kg cap a una trajectòria orbital geosincrònica.
- Apogeu: 40,000 km
- Astronaus associades: Gorizont, Raduga, Spacebus 3000
- Empenta a l'enlairament: 965,580 kgf (9,469.1 kN)
- Massa total: 712,800 kg
- Diàmetre central: 7.40 m.
- Longitud total: 53.00 m.

| Etapa número          | Proton KM-1      | Proton K-2 8S811K | Proton K-3   | Proton KM-4 Briz-M |
| --------------------- | ---------------- | ----------------- | ------------ | ------------------ |
| Massa Total           | 450,400 kg       | 167,828 kg        | 50,747 kg    | 22,170 kg          |
| Massa en buit         | 31,000 kg        | 11,715 kg         | 4,185 kg     | 2,370 kg           |
| Empenta (al buit)     | 1,074,000 kgf    | 244,652 kgf       | 64,260 kgf   | 2,000 kgf          |
| Impuls específic(Isp) | 317 s            | 327 s             | 325 s        | 326 s              |
| Temps d'encesa        | 108 s            | 206 s             | 238 s        | 3,000 s            |
| Isp(sl)               | 285 s            | 230 s             | 230 s        |                    |
| Diametre              | 7.40 m           | 4.15 m            | 4.15 m       | 2.50 m             |
| Amplada               | 7.40 m           | 4.15 m            | 4.15 m       | 4.10 m             |
| Longitud              | 21.00 m          | 14.00 m           | 6.50 m       | 2.61 m             |
| Propel·lents          | N2O4/UDMH        | N2O4/UDMH         | N2O4/UDMH    | N2O4/UDMH          |
| Motors                | 6 x RD-253-14D14 | 4 x RD-0210       | 1 x RD-0212  | 1 x S5.98M         |
| Estat                 | En producció     | En producció      | En producció | En producció       |

### Proton-M Millorat
El 7 de juliol del 2007, ILS va llançar el primer Proton Breeze M Enhanced (Proton Breeze M millorat) portant a òrbita el satèl·lit DirecTV-10. Aquesta va ser la missió número 326 dels coets Proton i la 16a missió dels Protons M amb l'etapa superior Breeze. Entre les millores que incorpora aquesta plataforma de llançament hi ha la inclusió de motors més eficients a la primera etapa, una aviònica millorada, millors dipòsits, uns motors vernier millorats a l'etapa superior Briz-M i una reducció de pes general a tot el coet que inclou dipòsits amb parets més fines per la primera etapa i ús de materials compostos més lleugers a la resta.

## Principals Llançaments
| Data                  | Versió                   | Càrrega                     | Notes                             |
| --------------------- | ------------------------ | --------------------------- | --------------------------------- |
| 16 de Juliol del 1965 | Proton 8K82              | Proton 1 (N-4 S/N-1)        | Vol inaugural de la família       |
| 10 de Març del 1967   | Proton 8K82K             | Kosmos-146 (Astronau Soiuz) | Vol inaugural del Proton 8K82K    |
| 7 d'Agost del 1969    | Proton 8K82K/11S824      | Zond 7                      | Vol circumlunar                   |
| 12 de Setembre 1970   | Proton 8K82K/11S824      | Luna 16                     | Recollida de mostres lunars       |
| 19 d'Abril del 1971   | Proton 8K82K             | Saliut 1                    | Primera estació espacial          |
| 8 de Juny del 1975    | Proton 8K82K/11S824      | Venera 9                    | Sonda cap a Venus                 |
| 8 d'Abril 8 del 1996  | Proton D1-e              | Astra 1F                    | Primer vol comercial              |
| 7 de juny 2003        | Proton Breeze M          | SES Americom. AMC-9         | Vol num 300 d'un Proton           |
| 5 d'Agost del 2004    | Proton Breeze M          | Hispasat Amazonas           |                                   |
| 7 de Juliol del 2007  | Proton Breeze M Enhanced | DirecTV-10                  | Primer vol d'un Enhanced Proton M |

Previstos
| Data          | Vol                           | Càrrega                                    |
| ------------- | ----------------------------- | ------------------------------------------ |
| Desembre 2008 | Vol 3R d'encoblament de l'ISS | Mòdul de laboratori i braç robòtic europeu |
| Finals 2008   |                               | Ciel-2                                     |

## Futures millores
Totes les millores en les que s'estava treballant per aquest vehicle s'han vist aturades o congelades després que s'anunciés el vehicle de llançament Angarà. Les variants més pesants d'aquest nou coet seran més simples i per tant, més barates. Igual que l'Atlas V, aquest nou coet no usarà propel·lent hipergòlics, sinó que emprarà el mateix combustible RP-1 que es fa servir en els coets Soiuz. De totes maneres, els retards acumulats en el desenvolupament del nou vehicle van fer que els Proton continuïn volant durant un temps. El 2014, 22 anys després de la concepció original d'Angara, el primer llançament va tenir lloc el 9 de juliol, un vol de prova suborbital del cosmòdrom de Plessetsk. Un Angara A5 es va llançar a l'òrbita geosíncrona el desembre de 2014.